# Saskia de Rothschild
Pour les autres membres de la famille, voir Famille Rothschild.
Pour les articles homonymes, voir Rothschild.
Saskia de Rothschild, née le 29 avril 1987 à Neuilly-sur-Seine, est une journaliste, romancière, scénariste et femme d'affaires française. Depuis avril 2018, elle est présidente des Domaines Barons de Rothschild qui possède plus de 1 200 hectares de vignes à travers le monde dont, pour les plus fameux, Château Lafite Rothschild, Château Duhart-Milon, Château Rieussec et Château L'Évangile (en).

## Biographie
Saskia Anna Esther Maria del Mar de Rothschild est née le 29 avril 1987 à Neuilly-sur-Seine. Elle est la fille d'Éric de Rothschild et de Maria-Beatrice Caracciolo Di Forino, une peintre italienne,. Elle est membre de la famille Rothschild et descendante de James de Rothschild, fondateur de la branche française de la famille.
Elle est titulaire d'un double diplôme d'HEC Paris et de l'Indian Institute of Management de Bangalore (en). Elle est également titulaire d'une maîtrise de la Graduate School of Journalism de l'Université Columbia. En tant que journaliste, elle a travaillé pour l'International New York Times et La Nación, passant du temps en Argentine et en Afrique de l'Ouest. Elle parle couramment l'anglais, le français, l'italien et l'espagnol.
En 2018, elle succède à son père à la présidence des Domaines Barons de Rothschild, dont fait partie Château Lafite Rothschild, devenant ainsi la personne la plus jeune à diriger un premier grand cru de Bordeaux et la première femme à prendre les rênes de la société familiale,. En 2021, avec le départ de Jean-Guillaume Prats, elle prend seule la présidence et la direction générale du Château Lafite Rothschild.

## Publications
- Érable (roman), Paris, Stock, coll. « La Bleue », 28 janvier 2015, 272 p. (ISBN 978-2-234-07850-5 et 223407813X, OCLC 902792851, lire en ligne).
- Avec Laurent Chavier, Almanach Château Lafite - 1868-2018 : 150 années à Château Lafite (beau livre sur le vin), Paris, Flammarion, 9 décembre 2020, 620 p. (ISBN 978-2-08-149424-4 et 2081494248, OCLC 1237635725, présentation en ligne)[9],[10].

## Filmographie
- 2013 : Juliette, comédie dramatique de Pierre Godeau - scénariste.

#### Internet
- (en) Jancis Robinson, « Lafite's new chatelaine » , sur JancisRobinson.com, 16 juin 2018.
- (en) Jared Paul Stern, « Saskia de Rothschild On Building a Winemaking Empire » , sur Maxim.com, 12 février 2021.

#### Presse
- Alain Elkann, « Saskia de Rothschild » , sur LesEchos.fr, 7 octobre 2021.
- Edouard Boyer, « [Bordeaux Tasting] Saskia de Rothschild à l'heure chinoise » , sur Terre de Vins, 15 décembre 2019.
- Stéphane Reynaud, « Les ambitions de Saskia de Rothschild » , sur LeFigaro.fr, 19 juin 2018.
- Stéphane Reynaud, « L'obsession du terroir » , sur LeFigaro.fr, 10 avril 2018.
- (en) Jack Suckling, « Fifth Estate »  [PDF], sur Prestige, JamesSuckling.com, 17 juin 2019, p. 118-121.
- (en) Suzanne Mustacich, « The Newest Rothschild in Wine » , sur Wine Spectator, 14 juin 2018.
- (en) Alice Lascelles, « The Rothschild behind the reinvention of Sauternes » , sur Financial Times, 15 octobre 2021.
- (en) Elin McCoy, « A Journalist Is Taking Over One of Bordeaux’s Great Wine Empires » , sur Bloomberg.com, 7 juin 2018.
- (en) Jay McInerney, « A New Era Begins at Château Lafite as Baron de Rothschild Hands Leadership Over to His Daughter » , sur Town & Country, 13 août 2018.
- (es) Cecilia Filas, « Quién es la heredera millennial de los Rothschild que hace vinos con Catena » , sur El Cronista, 12 mars 2019.